# Д’Эстре, Луи-Шарль-Сезар Летелье
Луи-Шарль-Сезар Летелье́, шевалье де Лувуа́, маркиз де Куртанво́, герцог д’Эстре́ (фр. Louis-Charles-César Le Tellier, chevalier de Louvois, marquis de Courtanvaux, duc d’Estrées; 2 июля 1695 — 2 января 1771) — французский маршал, один из командующих французскими войсками в Германии в Семилетней войне.

## Биография
Внук военного министра при Людовике XIV Франсуа-Мишеля Летелье, маркиза де Лувуа по отцу, по матери — внук маршала Жана Иля д’Эстре и племянник маршала Виктора Мари д’Эстре.
Военный опыт приобрёл в Испании, Богемии и Нидерландах (1743—1745 годы). Будучи генерал-лейтенантом, генеральным инспектором кавалерии, отличился в битве при Фонтенуа (1745 год).
В 1746 году становится кавалером Ордена Святого Духа, 24 февраля 1757 года — маршалом Франции. В начале 1757 года назначается командующим французской армии в Вестфалии, 26 июля 1757 года разбил объединённые ганноверские и гессенские войска, которыми командовал герцог Камберлендский, в сражении при Хастенбеке. Несмотря на этот успех вынужден был, в результате интриг, уступить командование герцогу Ришельё.
В 1762 году на короткое время снова становится главнокомандующим, на сей раз, совместно с принцем Субизом. Второй опыт главного командования отмечен неудачным сражением при Вильгельмстале. В 1763 году наследует — по материнской линии — титул герцога д’Эстре, с его смертью род этот пресёкся.
После войны и до смерти в 1771 году — член Тайного совета при французском короле. Являлся, с 1736 года, членом масонской ложи.